# Giuseppe Gaudenzi
Giuseppe Gaudenzi (Terra del Sole, 17 febbraio 1872 – Forlì, 10 luglio 1936) è stato un politico italiano.

## Biografia
Compì gli studi a Firenze. Fu uno dei più attivi propagandisti nonché principale fondatore e primo segretario del Partito Repubblicano Italiano in Romagna, regione dove, grazie ad Aurelio Saffi, era molto diffuso il mazzinianesimo; Gaudenzi fu anche uno dei più tenaci fautori della ricostruzione del partito dopo le divisioni fra "associazionisti mazziniani" e "collettivisti" o "sociali". Nel 1890 fonda il giornale La Romagna che tratta argomenti connessi ai problemi del PRI, dell'amministrazione comunale di Forlì e di lotte sindacali. Si oppone alle formazioni materialistiche dei seguaci di Karl Marx e si schiera contro le due tendenze che minavano il partito repubblicano, da un lato quella "progressista" che, seguendo le orme di Alessandro Fortis, dimetteva la pregiudiziale antimonarchica, dall'altro quella "collettivista" o "sociale".

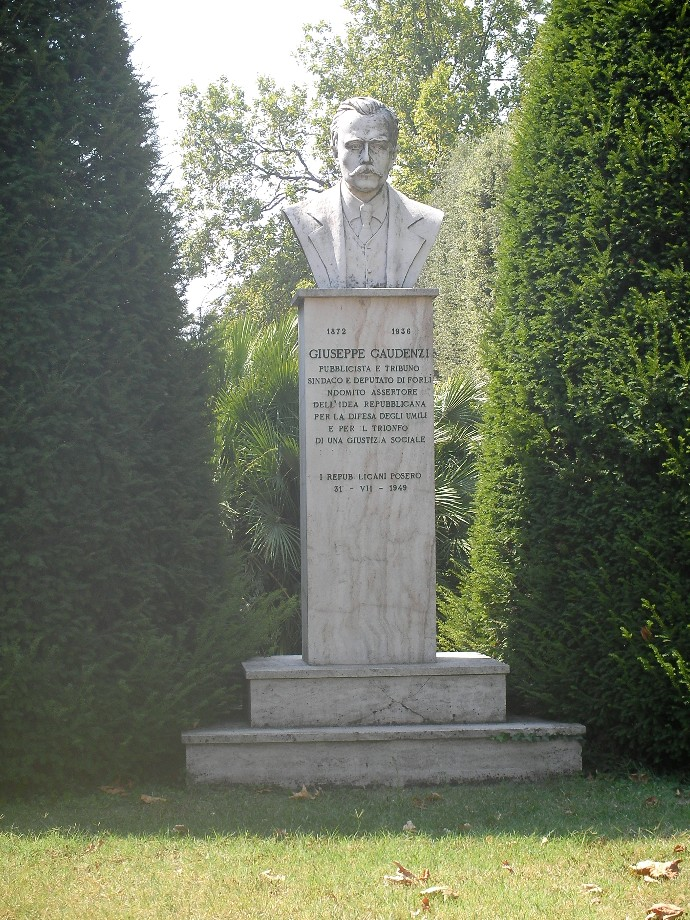
Monumento a Giuseppe Gaudenzi, Parco della Resistenza, Forlì

Il 30 aprile 1894 diventa presidente del Circolo Giuseppe Mazzini di Forlì, che contava allora oltre 600 soci. A questo avvenimento si lega la rinascita del partito repubblicano sia in Romagna che in Italia. Il 24 giugno successivo nasce il giornale Il Pensiero Romagnolo che verrà diretto da Gaudenzi sino al 1910. Nel marzo del 1895 in occasione delle elezioni comunali di Forlì Il Pensiero Romagnolo fa una campagna elettorale irruente contro lo schieramento dei Monarchici, dei Clericali e degli ex repubblicani "collettivisti" transfughi dal partito di fede mazziniana. Il giornale viene querelato e Gaudenzi viene condannato a 10 mesi di reclusione.
Nel settembre del 1895 la Prefettura di Forlì emette un decreto di scioglimento della Consociazione Repubblicana Romagnola perché accusata di sovvertire l'ordine sociale. Sempre nel 1895, Gaudenzi è tra i principali fondatori del Partito Repubblicano Italiano, di cui diviene, infatti, il primo segretario politico.
Gaudenzi costituisce le prime organizzazioni economiche repubblicane nel forlivese, dando l'esempio, tra altri, al più giovane Giovanni Querzoli; Gaudenzi si dimostra appassionato oratore caro alle folle. Deputato repubblicano di Forlì dalla XXII legislatura dal 1904 al 1919 e pro-sindaco della città dal 1919 al 1923.
Alla rielezione del 1909 alla Camera dei Deputati, Gaudenzi invece di giurare fedeltà al Re giura "fedeltà alla Patria e al Popolo". Nelle consultazioni del 1913 nel collegio di Forlì Gaudenzi batte largamente il socialista Benito Mussolini, che definisce Forlì una Repubblica pannocchiesca, in quanto il soprannome della famiglia Gaudenzi era Panòcia, ossia Pannocchia: Mussolini intende così indicare la presa che aveva il Gaudenzi sulla città, grazie al Partito Repubblicano.
Quando scoppia la prima guerra mondiale, Gaudenzi aderisce con riluttanza all'interventismo. Sconfitto nelle elezioni politiche del 1919, riassunse in quel medesimo anno la guida del Comune di Forlì, che tenne fino al 30 ottobre 1922 quando l'occupazione del municipio da parte dei fascisti gli impose le dimissioni insieme con quelle dell'intera giunta.
Durante quest'ultimo mandato da Sindaco, nel 1921, inaugurò, nella piazza principale di Forlì, oggi Piazza Aurelio Saffi, il monumento ad Aurelio Saffi, il forlivese che fu punto di riferimento per tutto il movimento mazziniano italiano, dopo la morte di Giuseppe Mazzini.
Contrario al fascismo, divenne capo politico del PRI ad interim dopo l'omicidio di Giacomo Matteotti e mantenne la carica fino al maggio del 1925. Dopo il consolidamento della dittatura fascista si ritirò a vita privata nella capitale; morì il 10 luglio 1936 nel suo podere di Pievequinta, nei pressi di Forlì.

## Riconoscimenti
Un busto di Giuseppe Gaudenzi si trova nel Parco della Resistenza, a Forlì.
Una lapide lo ricorda a Terra del Sole.